# Sennheiser MD 421

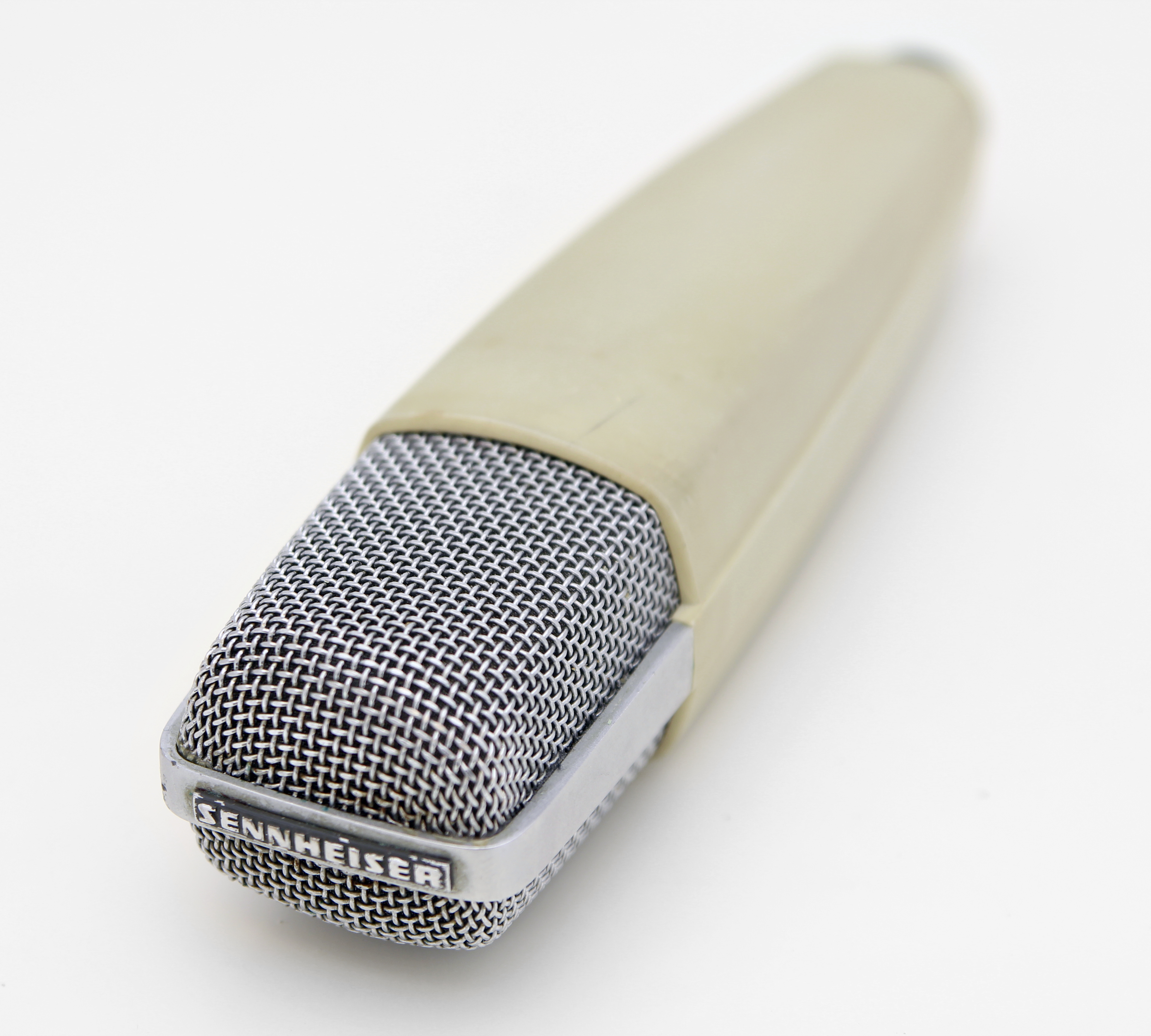
Farbe der ersten Produktionsreihe

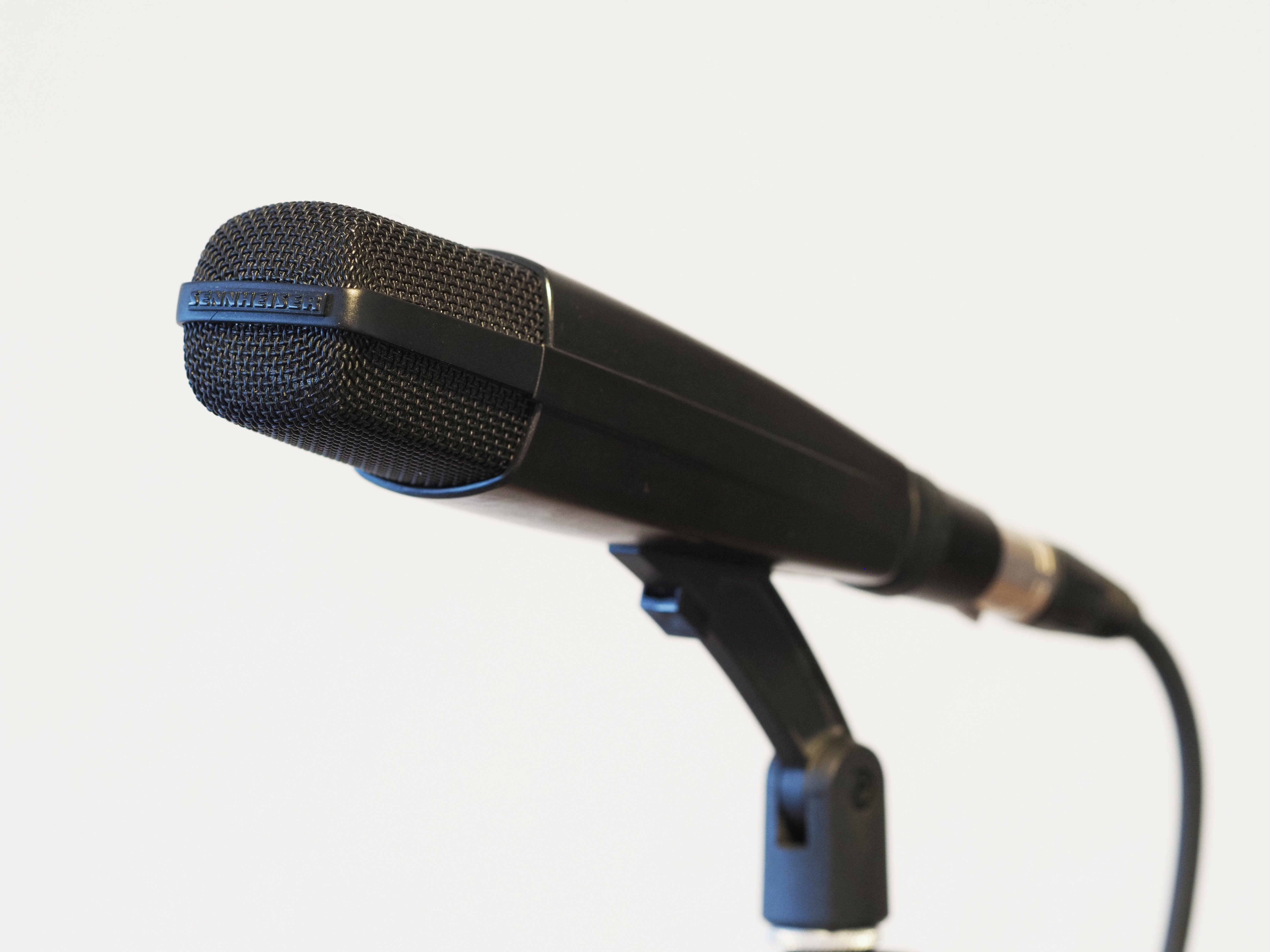
Schwarze Ausführung (Exemplar von 1989)

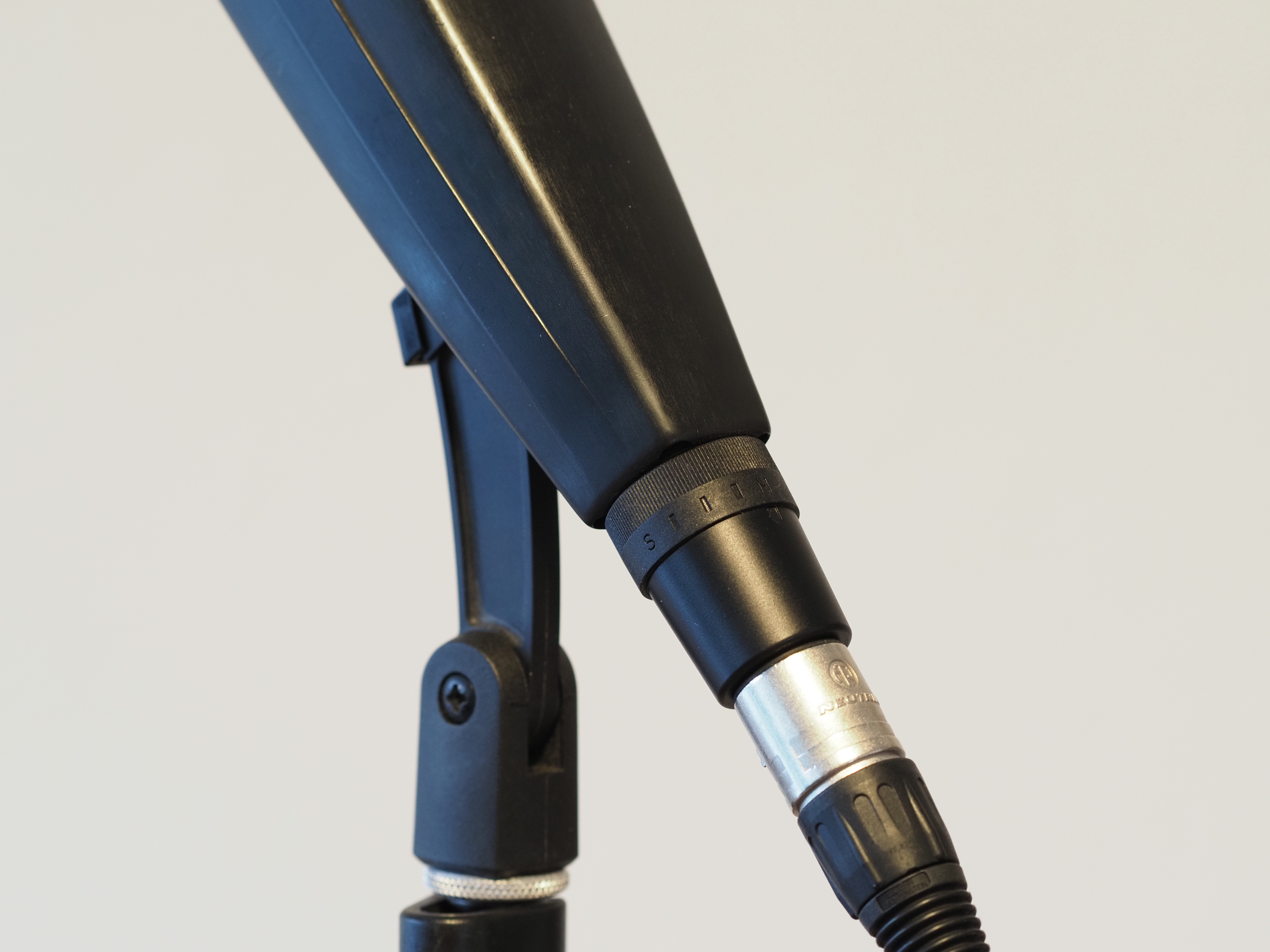
Hochpass-Ringschalter

Das Sennheiser MD 421 ist ein seit 1960 produziertes und weit verbreitetes dynamisches Tauchspulenmikrofon mit nierenförmiger Richtcharakteristik. Der eigentliche Schallwandler wurde seit der Einführung nicht verändert, lediglich Gehäusedetails und nachgeschaltete Elektronik wurden mit der Zeit angepasst.

## Eigenschaften
Mit einem Membrandurchmesser von 27 mm gilt das MD 421 als eines der relativ seltenen dynamischen Großmembranmikrofone. Sein Frequenzgang von 30 bis 17.000 Hz (±3 dB) übertraf die damalige HiFi-Norm, womit es bei Einführung an der Spitze der dynamischen Richtmikrofone und bereits in der Nähe der kapazitiven Wandler (Kondensatormikrofone) lag. Neu war der gedrungene Aufbau des Wandlersystems, das einen geschlossenen Kunststoffgriff mit abgesetztem Metallkorb ermöglichte. Dadurch bot sich das MD 421 als robustes „Arbeitstier“ für Reportagezwecke an. Bis dahin wiesen dynamische Mikrofone üblicherweise seitliche Schalleintrittsöffnungen in der Wand des Griffstücks auf, die nicht mit der Hand verschlossen werden durften, um Richtwirkung und Klangeigenschaften nicht zu verfälschen.
Eine weitere technische Besonderheit des MD 421 stellte die Brummkompensationspule dar: Sie ist gegenphasig zur Spule des Wandlersystems beschaltet. Tieffrequente Störfelder (z. B. von magnetisch nicht geschirmten Netztransformatoren) werden unterdrückt.
Alle MD 421 mit Kleintuchel- oder XLR-Anschluss besitzen zwischen Griffstück und Steckverbinder einen gerändelten Kunststoffring, mit dem sich ein verstellbarer induktiver Hochpass (Roll-Off-Filter) bedienen lässt, der in Stellung „M“ für einen linearen Amplitudenfrequenzgang deaktiviert ist und in Stellung „S“ die Übertragung tiefer Frequenzen stark bedämpft, um den Nahbesprechungseffekt zu kompensieren. Die Zwischenstellungen dieses Filters sind seit den 70er Jahren mit drei Raststufen und Markierungen versehen. Die Kürzel „M“ und „S“ stehen für „Musik“ bzw. „Sprache“.
Mikrofone mit anderem Steckverbinder können von Sennheiser auf XLR umgebaut werden. Dabei entfällt aber der drehbare Kunststoffring mit Schalter.

## Geschichte
Wie schon das 1953 erstmals produzierte Modell Sennheiser MD 21 mit kugelförmiger Richtcharakteristik wurde das MD 421 vom Hersteller als Studiomikrofon beworben. Beide Mikrofone sind nach wie vor im Programm des Herstellers. Die zeitweilig produzierten Nachfolgetypen MD 22-U und 422-U konnten sich am Markt nicht durchsetzen. Der Hersteller Beyer (heute Beyerdynamic) brachte Ende der 1960er Jahre als Antwort auf den Erfolg des MD 421 das Soundstar X 1 auf den Markt.
Das MD 421 etablierte sich seit seiner Einführung im Jahre 1960 in nahezu allen Bereichen der professionellen Tontechnik, besonders der Übertragungstechnik von Hörfunk und Fernsehen wie auch der Beschallungstechnik (PA). Zu seinem Erfolg verhalf dem Mikrofon neben seinen klanglichen Vorzügen auch das oben erwähnte „Musik/Sprache-Filter“. Dieser Hochpass bewährte sich sowohl beim Einsatz als Gesangsmikrofon (Unterdrückung des Nahbesprechungseffekts) als auch bei Außenübertragungen und -Aufnahmen mit Uher-Report- und Nagra III-Tonbandgeräten, die über keinerlei Trittschallfilter verfügten. Hantierungsgeräusche und tieffrequenter Straßenlärm wurden wirksam reduziert.
Die charakteristische Formgebung des MD 421 gehörte bis in die 90er Jahre hinein zum Erscheinungsbild unzähliger Pressekonferenzen, Politikerreden und Fernsehreportagen. 1971 führte Sennheiser mit dem Sennheiser MD 441 einen weiteren dynamischen Mikrofonklassiker ein.
2002 erfuhr das MD 421 eine Design-Überarbeitung und avancierte damit zum MD 421-II. Am Wandlersystem selbst und damit am Klang wurde dabei nichts Wesentliches verändert, auch die typische Form blieb erhalten. Das neue Modell ist nur noch mit XLR-Anschluss erhältlich und günstiger zu fertigen und zu warten, da Gehäuse und akustischer Wandler besser getrennt sind, was Dichtungen und Klebeverbindungen entbehrlich macht. Äußerlich geht das neue Gehäuse fließender in den Bassschalter/XLR-Anschluss über, und der Sennheiser-Schriftzug an der Vorderseite ist etwas dezenter gehalten.

## Verwendung
Im Juni 1964 sangen die Beatles in mehrere MD 421 bei einem Konzert in Melbourne, das unter dem Titel The Beatles Sing For Shell im australischen Fernsehen ausgestrahlt wurde. 1966 gewann Udo Jürgens mit dem Titel Merci Chérie den Grand Prix Eurovision de la Chanson (heute Eurovision Song Contest). Er sang in ein MD 421. 1971 wurde mit MD-421-Mikrofonen fast das gesamte Konzert für Bangladesch von George Harrison aufgenommen. Es ist in einem Live-Konzert der Beachboys (UNICEF Konzert) von 1967 als Gesangsmikrofon zu sehen. 
1967 sprach Bundeskanzler Willy Brandt in zwei MD 421, als er auf der Internationalen Funkausstellung in Berlin den symbolischen Startknopf für den Beginn des deutschen Farbfernsehens drückte. In den 1970er Jahren warb Sennheiser mit Dieter Thomas Heck für das MD 421. Im Film Piratensender Powerplay (1982) verwenden Thomas Gottschalk und Mike Krüger ein MD 421 als Mikrofon für ihren Piratensender.

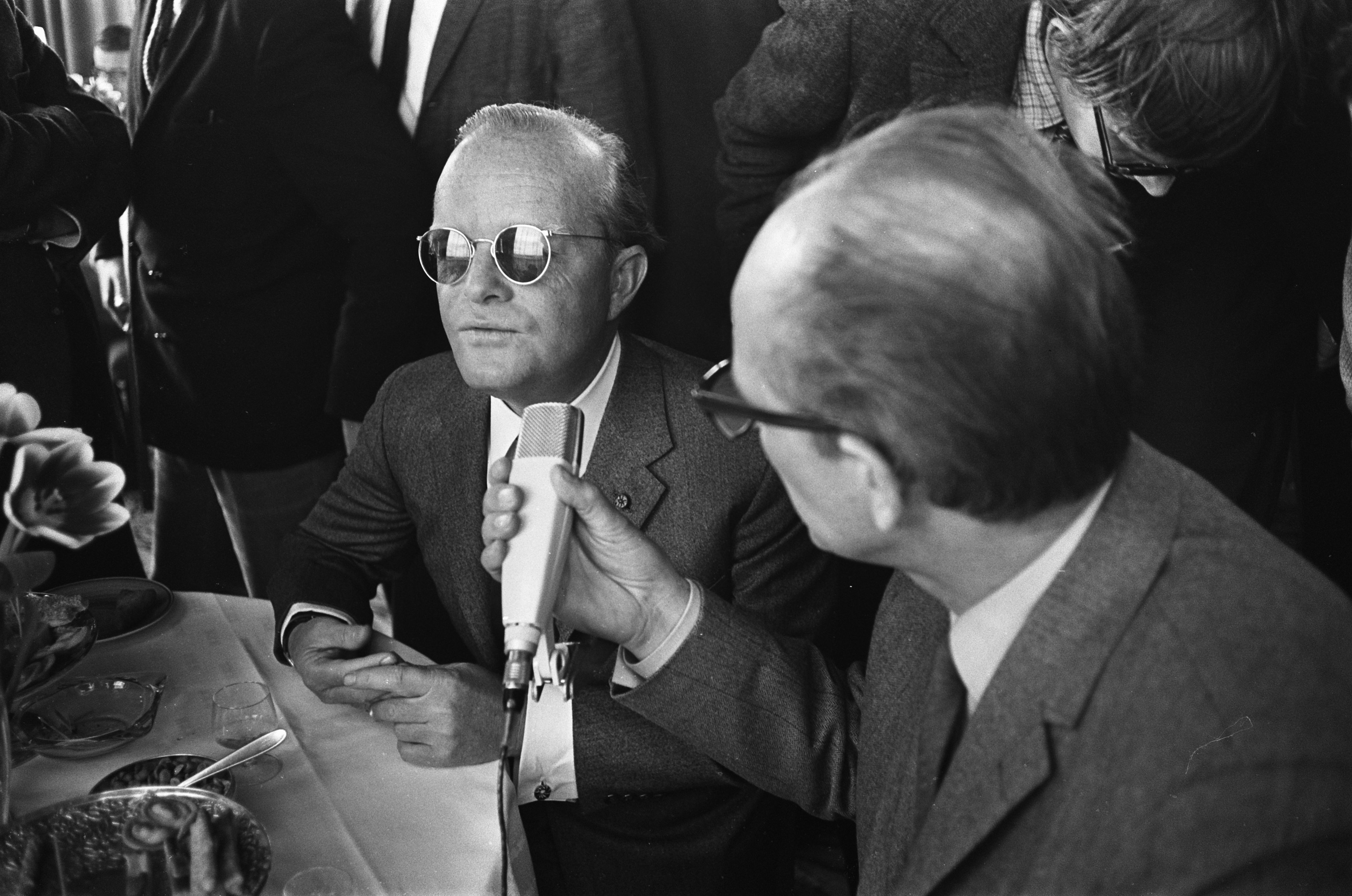
US-Schriftsteller Truman Capote wird 1968 mit MD 421 interviewt
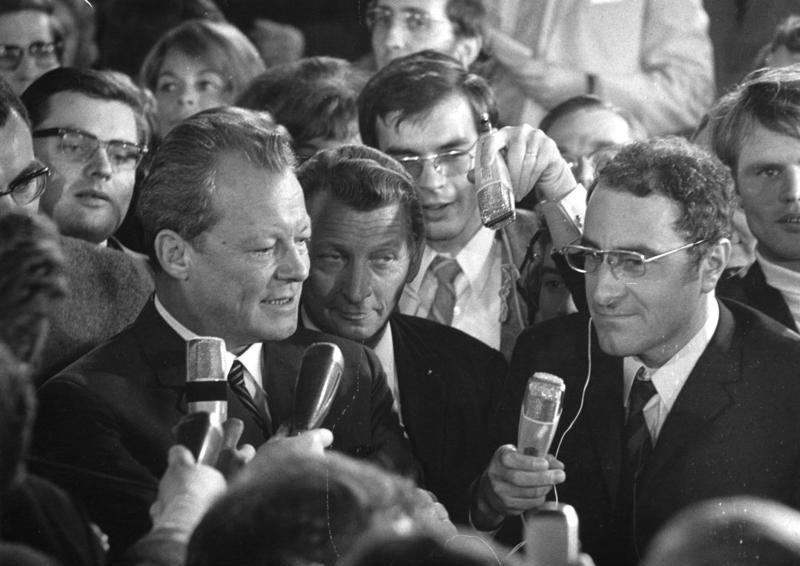
Willy Brandt wird 1969 von Peter Merseburger mit MD 421 interviewt; mehrere MD 21 im Bild
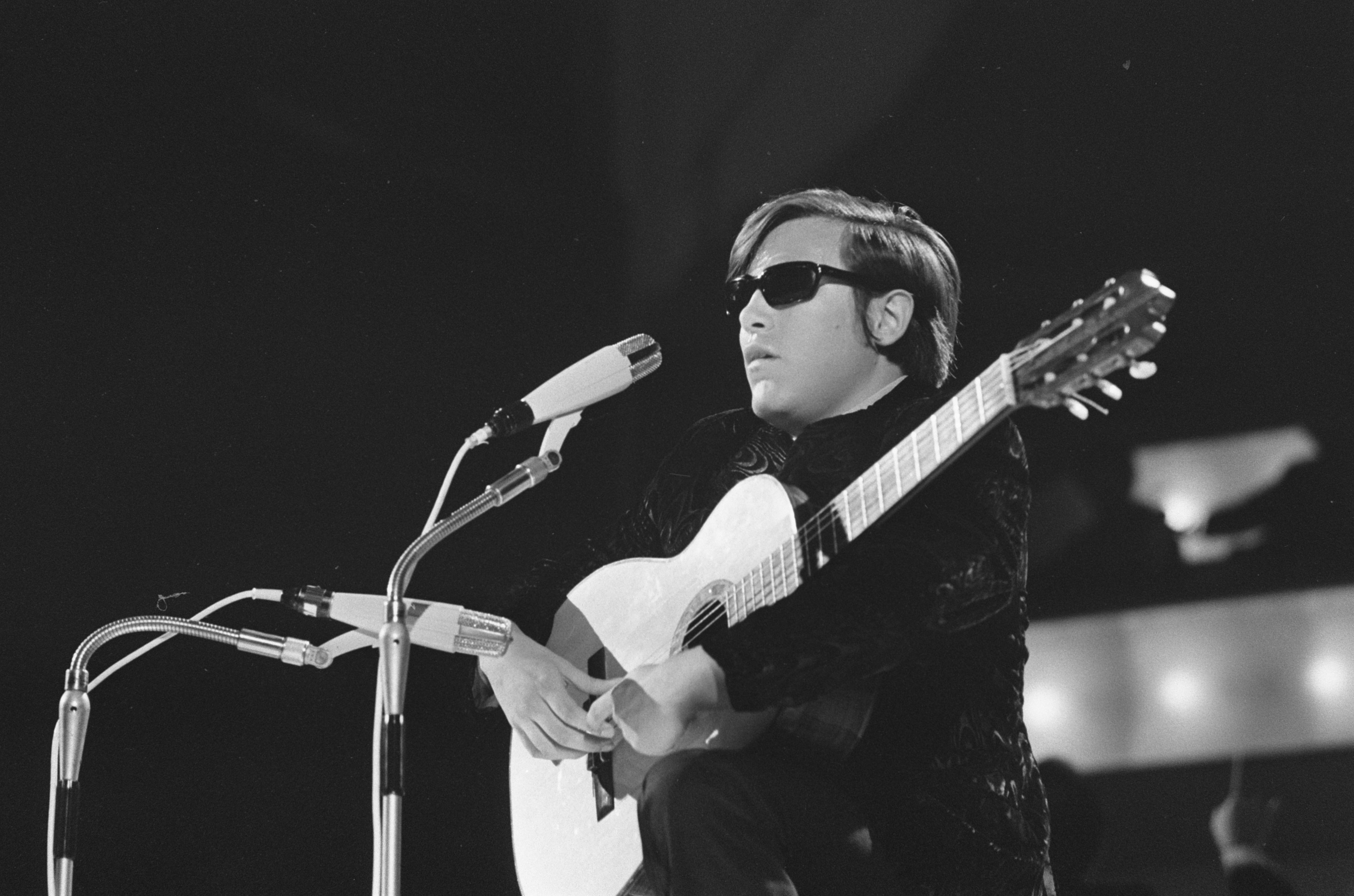
José Feliciano mit zwei an Schwanenhälsen und steckbaren Stativhalterungen befestigten MD 421 (1970)
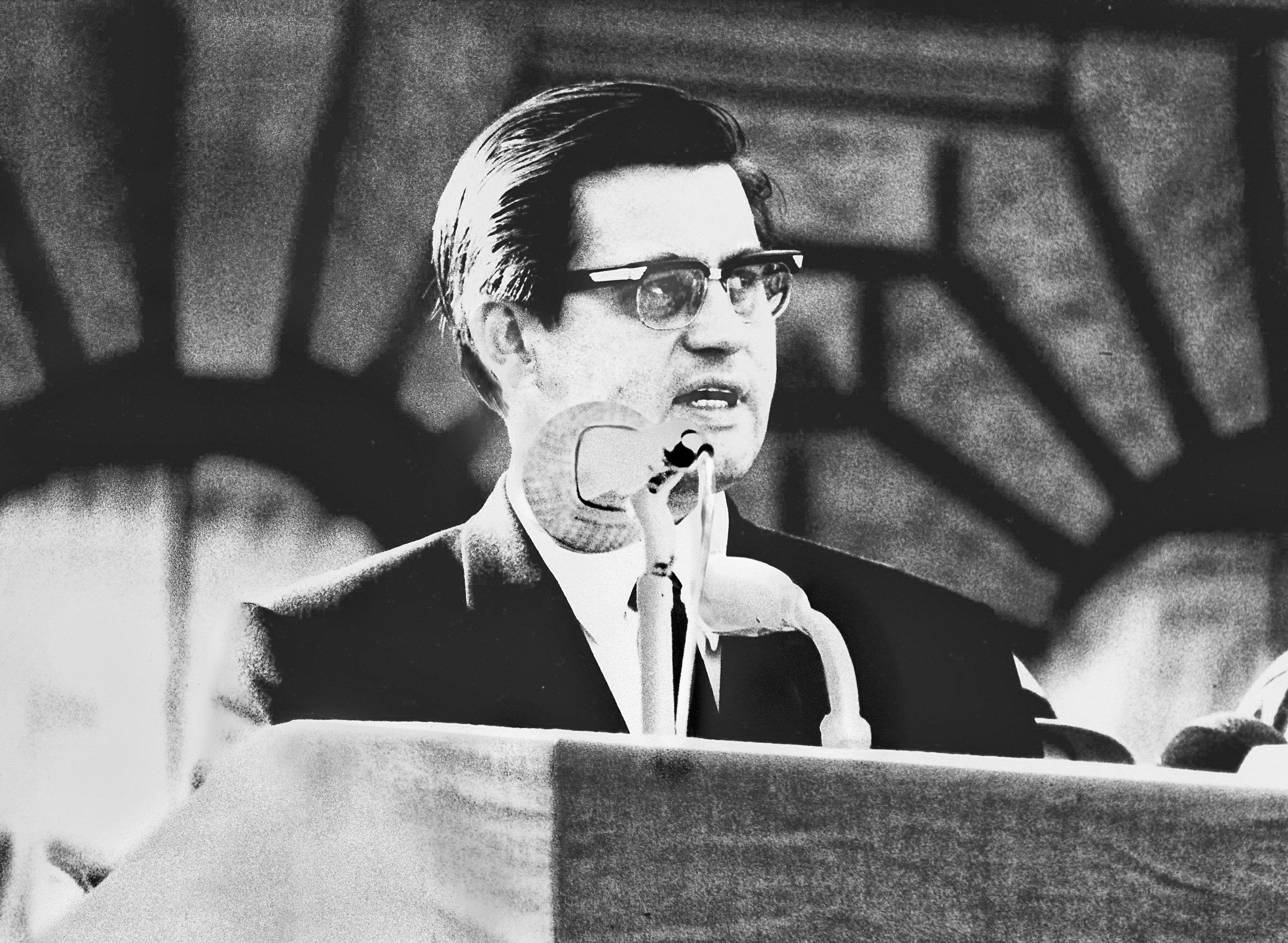
Hans Koschnick mit MD 421 und Windschutz MZW 22 (1968)
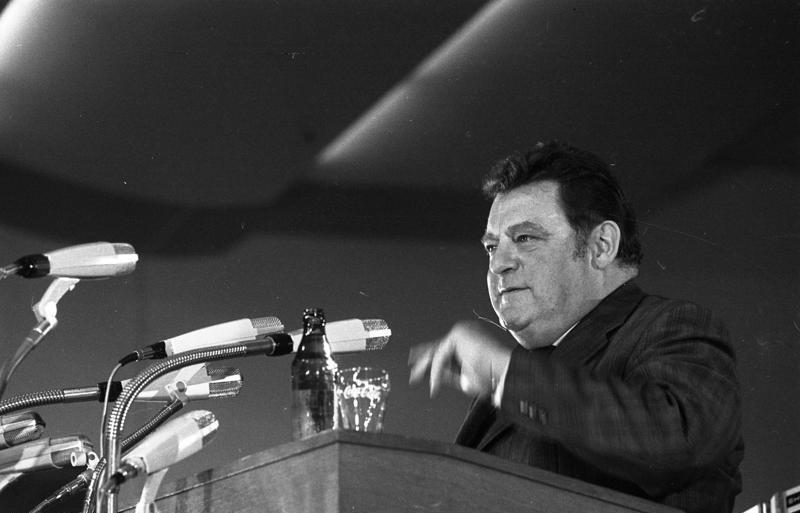
Franz Josef Strauß bei einer Rede 1972 mit mehreren MD 421

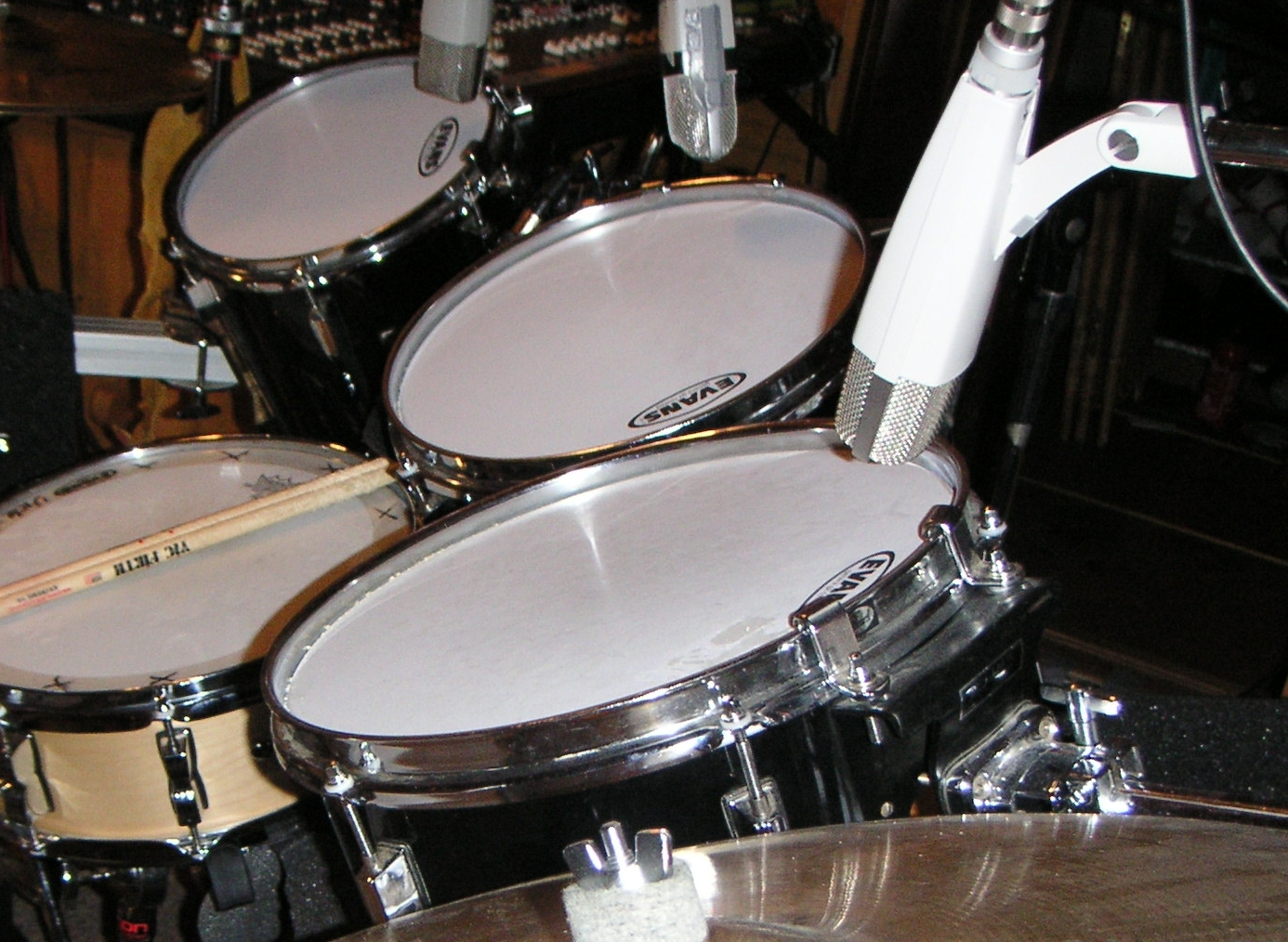
MD 421 bei Schlagzeugabnahme

Heute wird es nach wie vor von Journalisten und bei der Musikproduktion verwendet. Einsatzgebiete des MD 421 sind vor allem Trommeln, Gitarrenverstärker, Holz-, Blechblas- und Perkussionsinstrumente. Es ist bekannt für seinen fast linearen Frequenzgang im Bassbereich bis 1 kHz. Auf der Bühne wurde das MD 421 durch optisch kleinere Modelle verdrängt.

## Zubehör
Neben Tischfuß- (Modellbezeichnung MZT) und Windschutzmodellen (MZW) aus Nylon und später Schaumstoff gehören zum Zubehör eine Stativhalterung und zeitweilig eine Schnellwechselklemme. Aufgrund seiner ungewöhnlichen Form kann das MD 421 nicht mit einer Standardstativklemme befestigt werden. Zum MD 421 gehört eine steckbare Stativhalterung. Diese wird in eine Nut an der Unterseite des Mikrofons geschoben und mechanisch verriegelt. Für die Verwendung des MD 421 als Gesangsmikrofon gab es zeitweilig es eine sog. Schnellwechselklemme mit Nut für die Stativhalterung.

## Versionen
Das Mikrofon wurde in verschiedenen Varianten hergestellt:
- MD 421-2 mit hellgrau/silberfarbenem Gehäuse und symmetrisch beschaltetem, 3-poligen verschraubbaren Stecker nach DIN 41624 (Großtuchel)
- MD 421-N mit hellgrau/silberfarbenem Gehäuse, 5-stufigem Drehschalter zur stufenweisen Bassabsenkung und symmetrisch beschaltetem 3-poligen verschraubbaren Stecker nach DIN 41524 (Kleintuchel)
- MD 421 de Luxe mit schwarzem Gehäuse, goldfarbener Einsprache, technisch wie MD 421-N mit 5-stufigem Drehschalter zur stufenweisen Bassabsenkung und symmetrisch beschaltetem, 3-poligen verschraubbaren Stecker nach DIN 41524 (Kleintuchel)
- MD 421-HL mit hellgrau/silberfarbenem Gehäuse und symmetrisch / unsymmetrisch beschaltetem Stecker nach DIN 41524 (Kleintuchel) und Übertrager für wahlweise hochohmigen Anschluss an Amateurtonbandgeräte u. ä.
- MD 421-HN mit unsymmetrischem Ausgang für den direkten Anschluss an Bandmaschinen.
- MD 421-U mit schwarzem Gehäuse und symmetrisch beschaltetem XLR-Verbinder. Praktisch baugleich zum aktuell produzierten, nur leicht überarbeiteten Nachfolger MD421-II. Die Versionen 421 U4 und U5 unterschieden sich durch das Gewinde am (abnehmbaren) Stativanschluss. Version U4 besitzt ein Wechselgewinde, während U5 ein Gewinde mit festem 3/8"-Maß besitzt.
- MD 521 „Blackfire“: schwarzes Gehäuse und symmetrisch beschalteter XLR-Anschluss, allerdings ohne den 5-stufigen Bassabsenkungs-Schalter. Mit der Blackfire-Serie wollte Sennheiser in den 1980er Jahren die hochpreisigen „Klassiker“ MD 421, MD 441, MD 431 und MD 409 in teilweise technisch abgespeckten Versionen für den Musiker-Markt attraktiver machen.